# Jai Courtney
Jai Courtney (Sydney, 15 maart 1986) is een Australische acteur, die vooral bekendstaat om zijn rol als Varro in Spartacus: Blood and Sand, zijn rol als Eric in Divergent en Insurgent en zijn rol als Jack McClane in A Good Day to Die Hard. 
Hij heeft examen gedaan aan de Western Australian Academy of Performing Arts.
Hij was goed bevriend met mede-Spartacus-acteur Andy Whitfield, die in 2011 overleed.

## Filmografie
- The Suicide Squad (2021)
- Jolt (2021)
- Honest Thief (2020)
- Alita: Battle Angel (2019)
- Suicide Squad (2016)
- Terminator Genisys (2015)
- The Divergent Series: Insurgent (2015)
- The Water Diviner (2014)
- Unbroken (2014)
- Divergent (2014)
- I, Frankenstein (2014)
- Felony (2013)
- A Good Day to Die Hard (2013)
- Jack Reacher (2012)
- Stone Bros. (2009)

- Biblioteca Nacional de España: XX5333193
- Bibliothèque nationale de France: cb16707872z (data)
- International Standard Name Identifier: 0000 0004 1871 2399
- Library of Congress Control Number: no2013061127
- Nationale Bibliotheek van Israël: 987011050418705171
- Système universitaire de documentation: 174219105
- Virtual International Authority File: 305245178
- WorldCat: E39PBJwmR7DtTDjkKtrVBJjHmd